# لويك غانون
لويك غانون (بالفرنسية: Loïc Gagnon)‏ هو لاعب كرة قدم فرنسي، ولد في 21 يناير 1991 في بوندي في فرنسا. لعب مع نادي سبارتاك ترنافا.

## وصلات خارجية
- لويك غانون على موقع قاعدة بيانات كرة القدم.إي يو (الإنجليزية)
- لويك غانون على موقع Soccerway.com (الإنجليزية)
- لويك غانون على موقع عالم كرة القدم.نت (الإنجليزية)